# Ibiranu
Ibiranu foi o sexto rei de Ugarite, no noroeste da Síria. Era o segundo filho mais velho de Amitanru II. Seu meio-irmão mais velho e herdeiro aparente ao trono, Utri-Sarruma, decidiu deixar o reino quando o casamento de sua mãe foi anulado, e Ibiranu se tornou o próximo rei. Reinou entre c. 1235 e 1 225/20 a.C., e foi contemporâneo de Tudália IV e Arnuanda III de Hati. Como rei vassalo de Hati, respondia ao vice-rei de Carquemis.
Depois que se tornou rei, não se apresentou ao rei de Hati, como o protocolo diplomático de um estado vassalo exigia. Seu fracasso em fazê-lo e em enviar presentes valiosos para compensar seu erro suscitaram preocupações e recebeu várias cartas de repreensão do vice-rei Ini-Tesupe e seu filho Piaualui. As cartas, achadas entre os tabletes cuneiformes de Ugarite, também revelaram que Ibiranu não enviou tropas suficientes para participar das campanhas do rei. Suspeitando que estivesse mantendo seus melhores carros em Ugarite, uma carta do vice-rei de Carquemis afirma que um inspetor de Hati seria enviado a Ugarite para verificar o número de tropas à disposição de Ibiranu. Su relutância em apresentar sua lealdade aos hititas parece sugerir a perda de confiança em sua proteção. A explicação é corroborada pela carta encontrada nos arquivos ugaríticos dirigida a Ibiranu pelo rei assírio Tuculti-Ninurta I, descrevendo a forte derrota que infligiu aos hititas no norte da Mesopotâmia.